# Jean-François Mertens
Jean-François Mertens (11 de marzo de 1946 - 17 de julio de 2012) fue un teórico de juegos y economista belga.
Jean-François Mertens hizo algunas contribuciones a la teoría de la probabilidad y publicó algunos artículos sobre topología elemental, pero fue sobre todo activo en teoría económica. En particular, contribuyó a los juegos cooperativos, juegos no cooperativos, juegos repetidos, los modelos epistemológicos de comportamiento estratégico, y refinamientos de equilibrio de Nash (véase el concepto de solución ).
En la teoría de juegos cooperativos contribuyó a los conceptos de solución llamados el núcleo y el valor de Shapley. En cuanto a los juegos repetidos y juegos estocásticos escribió varios artículos: Mertens 1982 y 1986 y en 1994 como coautor con Sylvain Sorin y Zamir Shmuel.

## Modelos epistémicos
Mertens y Zamir implementaron la propuesta de John Harsanyi de modelar juegos con información incompleta al suponer que cada jugador se caracteriza por un tipo privado que describe sus estrategias factibles y pagos, así como una distribución de probabilidad sobre los tipos de otros jugadores. Construyeron un espacio universal de tipos en el que, sujeto a condiciones de consistencia específicas, cada tipo corresponde a la jerarquía infinita de sus creencias probabilísticas sobre las creencias probabilísticas de los demás. También mostraron que cualquier subespacio puede aproximarse arbitrariamente de cerca por un subespacio finito, que es la táctica habitual en las aplicaciones.

## Juegos repetidos con información incompleta
Los juegos repetidos con información incompleta fueron iniciados por Robert Aumann y Michael Maschler. Dos de las contribuciones de Jean-François Mertens al campo son las extensiones de repetidos juegos de suma cero para dos personas con información incompleta en ambos lados para (1) el tipo de información disponible para los jugadores y (2) la estructura de señalización.
- (1) Información: Mertens extendió la teoría desde el caso independiente donde la información privada de los jugadores es generada por variables aleatorias independientes, hasta el caso dependiente donde se permite la correlación.
- (2) Estructuras de señalización: la teoría de señalización estándar donde después de cada etapa se informa a ambos jugadores de las jugadas anteriores, se extendió para tratar con la estructura general de señalización donde después de cada etapa cada jugador obtiene una señal privada que puede depender de los movimientos y el estado.

En esas configuraciones, Jean-François Mertens proporcionó una extensión de la caracterización del valor minmax y maxmin para el juego infinito en el caso dependiente con señales independientes del estado. Además, con Shmuel Zamir, Jean-François Mertens mostró la existencia de un valor límite. 
Un elemento básico del enfoque de Mertens y Zamir es la construcción de un operador, que ahora se conoce como el operador de MZ en el campo en su honor. En tiempo continuo (juegos diferenciales con información incompleta), el operador de MZ se convierte en un operador infinitesimal en el núcleo de la teoría de tales juegos. Solución única de un par de ecuaciones funcionales, Mertens y Zamir mostraron que el valor límite puede ser una función trascendental a diferencia del maxmin o el minmax (valor en el caso de información completa). Mertens también encontró la tasa exacta de convergencia en el caso del juego con información incompleta en un lado y estructura de señalización general.
Colectivamente, las contribuciones de Jean-François Mertens con Zamir (y también con Sorin) proporcionan la base para una teoría general para juegos repetidos de dos personas de suma cero que abarca aspectos de información estocástica e incompleta y donde se despliegan conceptos de gran relevancia como, por ejemplo, reputación, límites en niveles racionales para los pagos, pero también herramientas como la división del lema, la señalización y la accesibilidad. Si bien en muchos aspectos el trabajo de Mertens se remonta a las raíces originales de la teoría de juegos de von Neumann con una configuración de dos personas de suma cero, son destacables la vitalidad y las innovaciones con una aplicación más amplia.

## Teoría de la elección socialy utilitarismo relativo
Una Función de Bienestar Social (SWF) mapea los perfiles de las preferencias individuales a las preferencias sociales sobre un conjunto fijo de alternativas. En un artículo seminal, Kenneth Arrow (1950) mostró el famoso "Teorema de la Imposibilidad", es decir, no existe una SWF que satisfaga un sistema mínimo de axiomas: Dominio irrestricto, Independencia de alternativas irrelevantes, criterio de Pareto y No dictado. Una gran literatura documenta varias formas de relajar los axiomas de Arrow para obtener resultados posibles. El utilitarismo relativo (RU) (Dhillon y Mertens, 1999) es una SWF que consiste en normalizar utilidades individuales entre 0 y 1 y sumarlas, y es un resultado de "posibilidad" que se deriva de un sistema de axiomas que están muy cerca de los originales de Arrow, pero modificados para el espacio de preferencias sobre loterías. A diferencia del utilitarismo clásico, RU no asume utilidad cardinal o comparibilidad interpersonal. Partiendo de las preferencias individuales sobre los juegos, que se supone satisfacen los axiomas de von-Neumann-Morgenstern (o equivalentes), el sistema de axiomas fija de manera única las comparaciones interpersonales. El teorema puede interpretarse como una base axiomática para las comparaciones interpersonales "correctas", un problema que ha plagado la teoría de la elección social durante mucho tiempo. Los axiomas son:
- Individualismo: si todos los individuos son indiferentes entre todas las alternativas, entonces también lo es la sociedad,
- No Trivialidad: La SWF no es siempre totalmente indiferente entre todas las alternativas,
- No lo haré: no es cierto que cuando todos los individuos menos uno son totalmente indiferentes, las preferencias de la sociedad son opuestas a las suyas.
- Anonimato: una permutación de todos los individuos deja sin cambios las preferencias sociales.
- Independencia de alternativas redundantes: este axioma restringe la Independencia de alternativas irrelevantes (IIA) de Arrow al caso donde tanto antes como después del cambio, las alternativas "irrelevantes" son aleatorias en las otras alternativas.
- La monotonicidad que se plasma en un "axioma de buena voluntad".
- Finalmente, el axioma de Continuidad es básicamente una propiedad que toma la convergencia más fuerte posible para los perfiles de preferencia.

El teorema principal muestra que RU satisface todos los axiomas y si el número de individuos es mayor que tres, el número de candidatos es mayor que 5, entonces cualquier SWF que satisfaga los axiomas anteriores es equivalente a RU, siempre que existan al menos 2 individuos que no tienen exactamente las mismas preferencias o exactamente las preferencias opuestas.